# Gel
För andra betydelser, se Gel (olika betydelser).

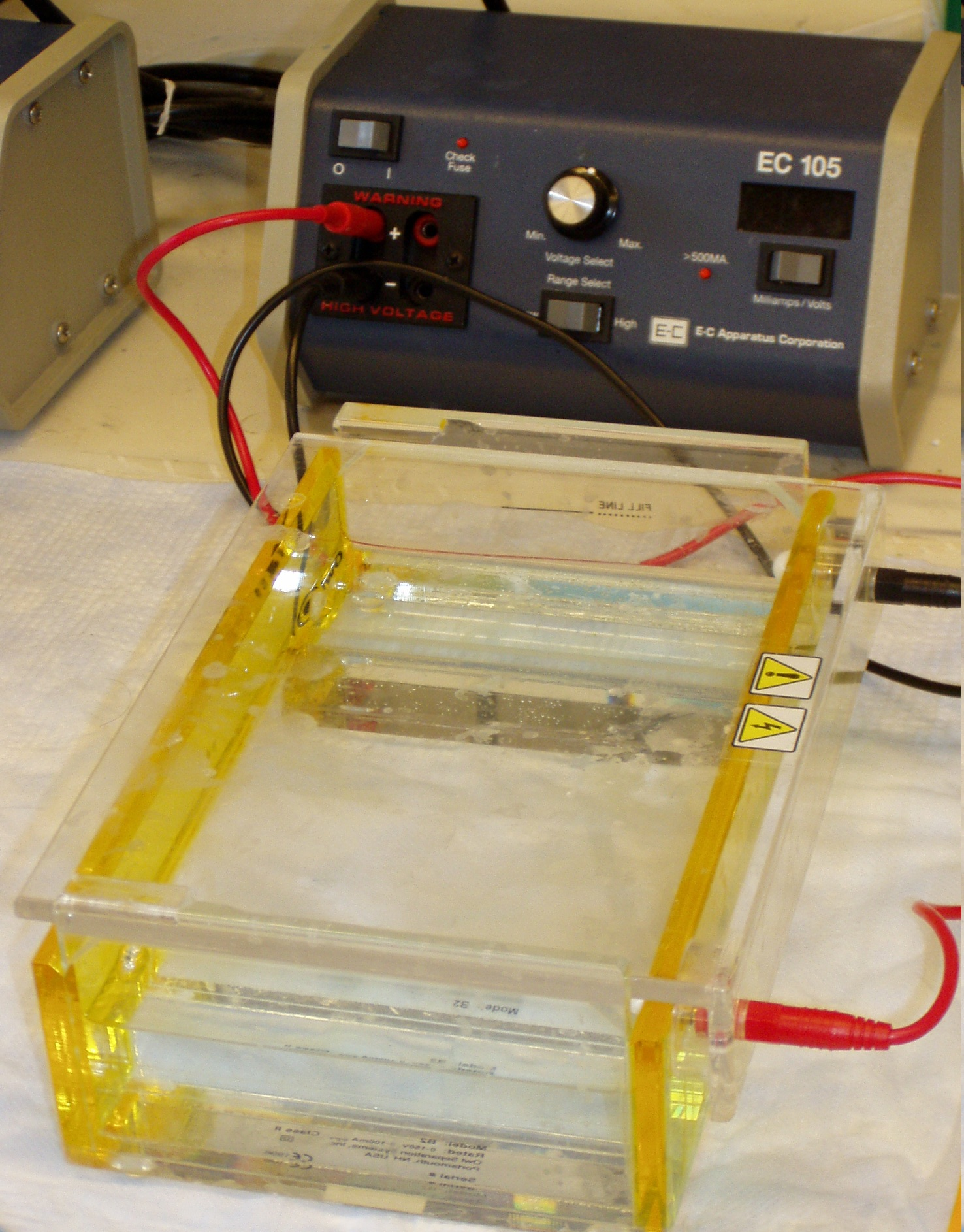
Plastkar fyllt med gel för gelelektrofores

En gel är en typ av material som består av ett nätverk av ett fast material omgivet av ett flytande medium. I praktiskt använda geler är det fasta materialet oftast en polymer.
Gelen bildas genom att det tvärbundna nätverket sväller genom att binda till sig stora mängder av något lämpligt lösningsmedel. En gel består alltså av två beståndsdelar: en fast (polymernätverket) och en flytande (lösningsmedlet). Om lösningmedlet är vatten kallas en sådan gel för en hydrogel och en gel med ett organiskt lösningmedel kallas för en organogel. Utgångsmaterialet är ofta en sol och lösningsmedlet kan senare avlägsnas med hjälp av avdunstning, (se sol-gel). Det är svårt att ge en entydig definition på vad en gel är och det finns flera olika typer av geler. Ett antal viktiga egenskaper som är typiska för geler är:
- Geler är viskoelastiska, det innebär att de har egenskaper som är typiska för såväl vätskor som fasta ämnen.
- En gel rinner inte av sin egen tyngd, vilket innebär att en gel uppträder som ett fast ämne trots att den till största delen består av vätska.
- Om man gör ett snitt i en gel smälter den inte samman spontant över brottytan.

Gelatin är ett bra exempel på en gel och består av tvärbundna kollagenfibrer.
En viktig användning av geler är i gelelektrofores.

## Exempel på geler
- Agar
- Gelatin
- Alginat
- Gelé
- Ost

## Källhänvisningar
1. 1 2  Krister Holmberg. ”Gel”. Nationalencyklopedin. Bokförlaget Bra böcker AB, Höganäs. http://www.ne.se/uppslagsverk/encyklopedi/l%C3%A5ng/gel. Läst 8 februari 2017.
2. ↑  Ibrahim, Mahmoud Mokhtar; Hafez, Salma A.; Mahdy, Mahmoud M. (2013-02-01). ”Organogels, hydrogels and bigels as transdermal delivery systems for diltiazem hydrochloride”. Asian Journal of Pharmaceutical Sciences 8 (1):  sid. 48–57. doi:10.1016/j.ajps.2013.07.006. ISSN 1818-0876. http://www.sciencedirect.com/science/article/pii/S181808761300007X. Läst 7 oktober 2019.

| Kolloider        | Kolloider | Mediets fas | Mediets fas      | Mediets fas    |
| Kolloider        | Kolloider | fast        | vätska           | gas            |
| Partiklarnas fas | fast      | fast sol    | suspension (sol) | aerosol: rök   |
| Partiklarnas fas | vätska    | gel         | emulsion         | aerosol: dimma |
| Partiklarnas fas | gas       | fast skum   | skum             | (finns inte)   |